# Zeca Baleiro Canta Zé Ramalho: Chão de Giz Ao Vivo
Zeca Baleiro Canta Zé Ramalho: Chão de Giz Ao Vivo é o oitavo DVD, o nono álbum ao vivo, e o 12º álbum da carreira do músico brasileiro Zeca Baleiro. Foi lançado no mês de junho de 2015, via Som Livre.

## O Álbum
| “ | "É muito bom ter a chance de dedicar um show inteiro à obra de um ídolo como o Zé. É um trabalho instigante e prazeroso. Certos pontos de contato foram se revelando aos poucos, durante os ensaios e as apresentações. E isso é bonito de ver." | ” |

O show "Zeca Baleiro Canta Zé Ramalho: Chão de Giz", dirigido por Monique Gardenberg, esteve em turnê pelo país no ano de 2013, como parte do projeto Banco do Brasil Covers.
O álbum homenageia os 40 anos de carreira de Zé Ramalho, completados no ano de lançamento deste álbum. A versão em CD é composta por 14 faixas. Já a edição em DVD traz 17 no repertório normal, mais três faixas bônus e o videoclipe oficial de “Garoto de Aluguel (Taxy Boy)”.

### Faixas

#### CD
01- Ave de Prata

02- A Terceira Lâmina

03- A Dança das Borboletas

04- Beira Mar

05- Chão de Giz

06- Pout-Pourri – Desejo de Mouro/Kamikaze (feat. Zé Ramalho)

07- Garoto de Aluguel

08- O Rei do Rock

09- Vila do Sossego

10- Táxi Lunar

11- Eternas Ondas

12- Kriptonia

13- Admirável Gado Novo

14- Avôhai

15- Garoto de Aluguel (Bônus Track)

#### DVD
01. Ave de prata

02. A terceira lâmina

03. A dança das borboletas

04. Beira-mar

05. Chão de Giz

06. Desejo de mouro / Kamikaze

07. Não existe molhado igual ao pranto

08. Garoto de aluguel (Taxi boy)

09. O rei do rock

10. Vila do sossego

11. Táxi lunar

12. Um pequeno xote

13. Bicho de sete cabeças

14. Eternas ondas

15. Kriptônia

16. Admirável Gado Novo

17. Avohai

Extras do DVD

- Garoto de aluguel (Taxi boy) - videoclipe
- Pelo vinho e pelo pão
- Entre a Serpente e a Estrela
- Frevo mulher

### Créditos Musicais
- Zeca Baleiro - voz, violão e guitarra
- Tuco Marcondes - back-vocal, guitarra, violão, cítara, banjo, mandolin
- Pedro Cunha - back-vocal, teclados, acordeom, sampler, escaleta
- Fernando Nunes - back-vocal, baixo, violão de sete cordas, triângulo
- Adriano Magoo - back-vocal, teclados, acordeom, violão
- Kuki Stolarski - bateria, pandeiro, zabumba, violão e efeitos